# Józefin (kolonia w powiecie bielskim)
Józefin – kolonia w Polsce położona w województwie podlaskim, w powiecie bielskim, w gminie Rudka.
W latach 1975–1998 miejscowość należała administracyjnie do województwa białostockiego.
Wierni kościoła rzymskokatolickiego należą do parafii Trójcy Przenajświętszej w Rudce.